# Evaristo Felice Dall’Abaco

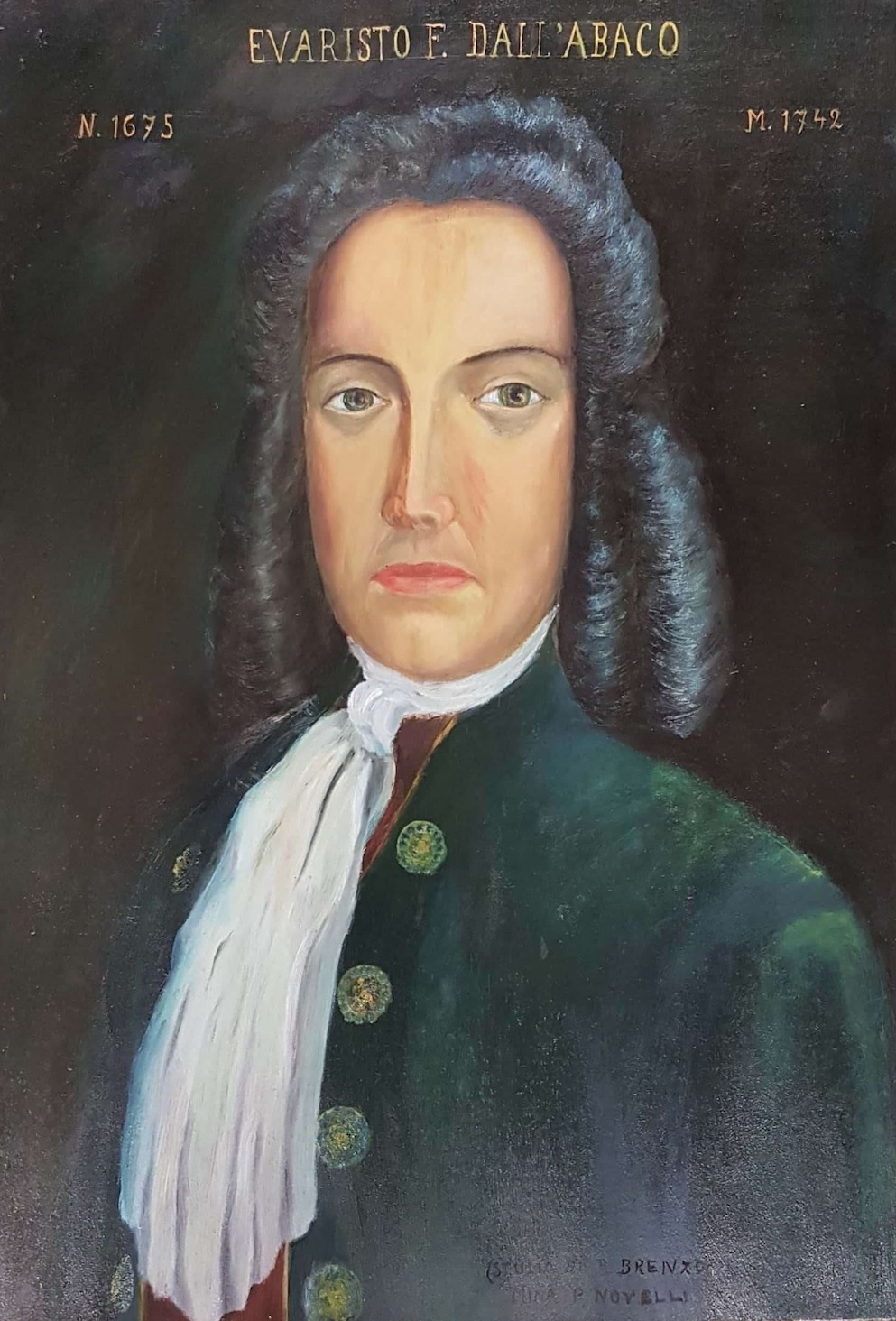
Evaristo Felice Dall'Abaco.

Evaristo Felice Dall’Abaco (* 12. Juli 1675 in Verona; † 12. Juli 1742 in München) war ein italienischer Violinist, Cellist und Komponist.

## Leben
Evaristo Felice Dall’Abacos Vater war der causidico Damiano Abaco, seine Mutter Clorinda Abaco. Ein causidico war ein „Rechtsgelehrter niederen Grades ohne die Befugnisse, Prozesschriften einzureichen und bei Rechtsprechungen zu plädieren.“
Dall’Abaco war als Violinist und Cellist möglicherweise ein Schüler Giuseppe Torellis. 1696 trat er in Modena des Öfteren mit Tomaso Antonio Vitali auf. Abacos musikalische Tätigkeiten in Modena wurden durch von ihm quittierte Zahlungsbelege im Staatsarchiv dokumentiert. Er war kein ständiges Mitglied der Hofkapelle, wirkte aber bei besonderen Anlässen mit. Dies waren Opernaufführungen; Kirchenmusiken, Akademien und Hoffeste. Er lernte die Opern und Oratorien der spätvenetianischen Schule kennen, wie Werke von Gianettini, Pallavicini, Lotti und Marc' Antonio Ziani. Er kam aber auch schon früh mit dem französischen Stil in Berührung, da der Franzose Ambreville die Hofmusiken bei Bällen und Hoffesten leitete. Nach dem 19. September 1701 verliert sich Dall’Abacos Spur in Modena. Seit 1704 war er als Cellist Kammermusiker am Münchener Hof, vermutlich ermutigt durch Pietro Torri, der eine einflussreiche Stellung bei der Hofkapelle innehatte und später Rat und Direktor der Kammermusik war. Während des Spanischen Erbfolgekrieges war Kurfürst Max II. Emanuel kaum noch in München. So wartete Dall’Abaco in dieser Zeit auf Beschäftigung und erhielt seinen Sold erst verspätet. Im Januar 1705 wurde er auf eigenen Wunsch aus dem Dienst in München entlassen.
1704 gründete Max II. Emanuel in Brüssel eine neu Académie de musique, um für seine luxuriöse Hofhaltung auch die adäquate Musik zur Verfügung zu haben. Zusammen mit anderen Musikern begab sich Dall’Abaco in Brüssel wieder in die Dienste des Kurfürsten. Es wurden feierliche Kirchenmusiken und Konzerte, zu besonderen Anlässen auch Opern Lullys gespielt. Gezwungen durch den Verlauf des Spanischen Erbfolgekrieges endete die Zeit in Brüssel 1706.
Zu dieser Zeit erreichte Dall’Abaco die Nachricht des Todes seines Vaters. Am 19. Oktober 1706 zog Max II. Emanuel zusammen mit seiner Hofmusik feierlich in Mons ein. Auch hier fanden wieder Bälle und Theateraufführungen statt, und zwar im großen Saal des Rathauses. Nach einer weiteren Niederlage der Franzosen 1709 musste der Tross des Kurfürsten auch Mons verlassen. Nach einer kurzen Phase in Versailles wurde dem Bayern das Schloss in Compiègne angewiesen. Während dieser Zeit weilte Dall’Abaco im März 1710 und im Frühjahr 1711 in Paris und Versailles und erhielt neue musikalische Impulse. 1711 starb Kaiser Joseph I. und es wendete sich das Blatt. Max II. Emanuel kehrte zunächst nach Luxemburg, Namur, Charleroi und Nieuwpoort zurück. In Namur kamen wieder größere musikalische Aufführungen in Gang. Bei dem erneuten Aufenthalt in Compiègne bis zur Rückkehr nach München wurde der Musik wieder ein größerer Stellenwert eingeräumt. Nach dem Rastatter Frieden blieb der Kurfürst in Frankreich, bis die Verhältnisse in Bayern wieder geordnet waren. Dall’Abaco avancierte in dieser Zeit zum Konzertmeister. Während dieser Jahre hatte Evaristo Felice Dall’Abaco weiter die Gelegenheit, sich mit dem französischen Stil vertraut zu machen.
1715 kehrte Max II. Emanuel nach München zurück und mit ihm das musikalische Leben. Zu den Musikern der Hofkapelle, die in München zurückgeblieben waren und denjenigen, die ihn ins Exil begleitet hatten, stellte er zusätzlich weitere Musiker ein. Nach dem Tod des älteren Konzertmeisterkollegen Melchior Dardespin (* 1643; † 1717) übernahm Dall’Abaco dessen Titel des Kurfürstlichen Rats. (Letzteres war für einen Musiker eine ungewöhnliche Ehre). Zu seinen Aufgaben gehörten neben der künstlerischen Arbeit, der Funktion des führenden Geigers in Kirche, Oper und Kammer, die Sorge um die Instrumente und die Überwachung der Kopisten.
1726 starb Max II. Emanuel. Sein Sohn Karl Albrecht folgte ihm nach. Anerkennung und Einfluss Dall’Abacos wurden geringer, nachdem sein großer Gönner gestorben war. Nach Pietro Torris Tod 1734 wurde dessen Stelle eines Rats und Direktors der Kammermusik neu vergeben. Hierbei wurde Dall’Abaco übergangen, obwohl er die nächste Anwartschaft auf diese Titel gehabt hätte. Es wurden jüngere Musiker, Komponisten und Kapellmeister eingestellt und ihm vorgezogen. Mit den jüngeren Kollegen veränderte sich der Musikgeschmack und der Einfluss Dall’Abacos verringerte sich weiter. Man verstand ihn und seine Musik nicht mehr. Er übte seine Ämter noch bis 1740 aus und zog sich dann mit einer Pension ins Privatleben zurück. 1742 starb er in München.
In der Zeit in den Niederlanden heiratete er Marie Clemence Bultinck. Sie hatten gemeinsam 5 Kinder. Sein Sohn, der spätere Bonner Hofmusiker Joseph Dall’Abaco, wurde 1710 in Brüssel geboren und dem Erzbischof Joseph Clemens von Köln zu Ehren Joseph Clemens benannt.

## Werk
Dall’Abacos musikalisches Schaffen umfasst sechs gedruckte Sammlungen, die zwischen 1705 und 1735 entstanden. Wie Arcangelo Corelli komponierte Dall’Abaco ausschließlich Sonaten und Konzerte. Diese veröffentlichte er in Sammlungen zu je zwölf Stücken. In op. 5 befinden sich nur sechs.
- op. 1: 12 Violinsonaten: 12 Sonate da Camera a Violino e Violoncello overo Clavicembalo solo; erschienen 1705/1706 bei Estienne Roger in Amsterdam, Adolf Ernst Ferdinand, Herzog von Schleswig-Holstein gewidmet[1][2][3] PasD 1 (PasD 1.1 bis PasD 1.12)
- op. 2: 12 Concerti da chiesa (Kirchenkonzerte): Concerti a quattro da chiesa cioè due violini, alto viola, violoncello e basso continuo… opera seconda; erschienen 1712 bei Estienne Roger in Amsterdam; Kurfürst Maximilian gewidmet[1][2][3]
- op. 3: 12 Triosonaten: Sonate da chiesa e da camera a tre, cioè due violini, violoncello e basso continuo… opera terza; erschienen 1712 bei Estienne Roger in Amsterdam; Herzog Leopold von Lothringen gewidmet; nachgedruckt in Paris[4][5]

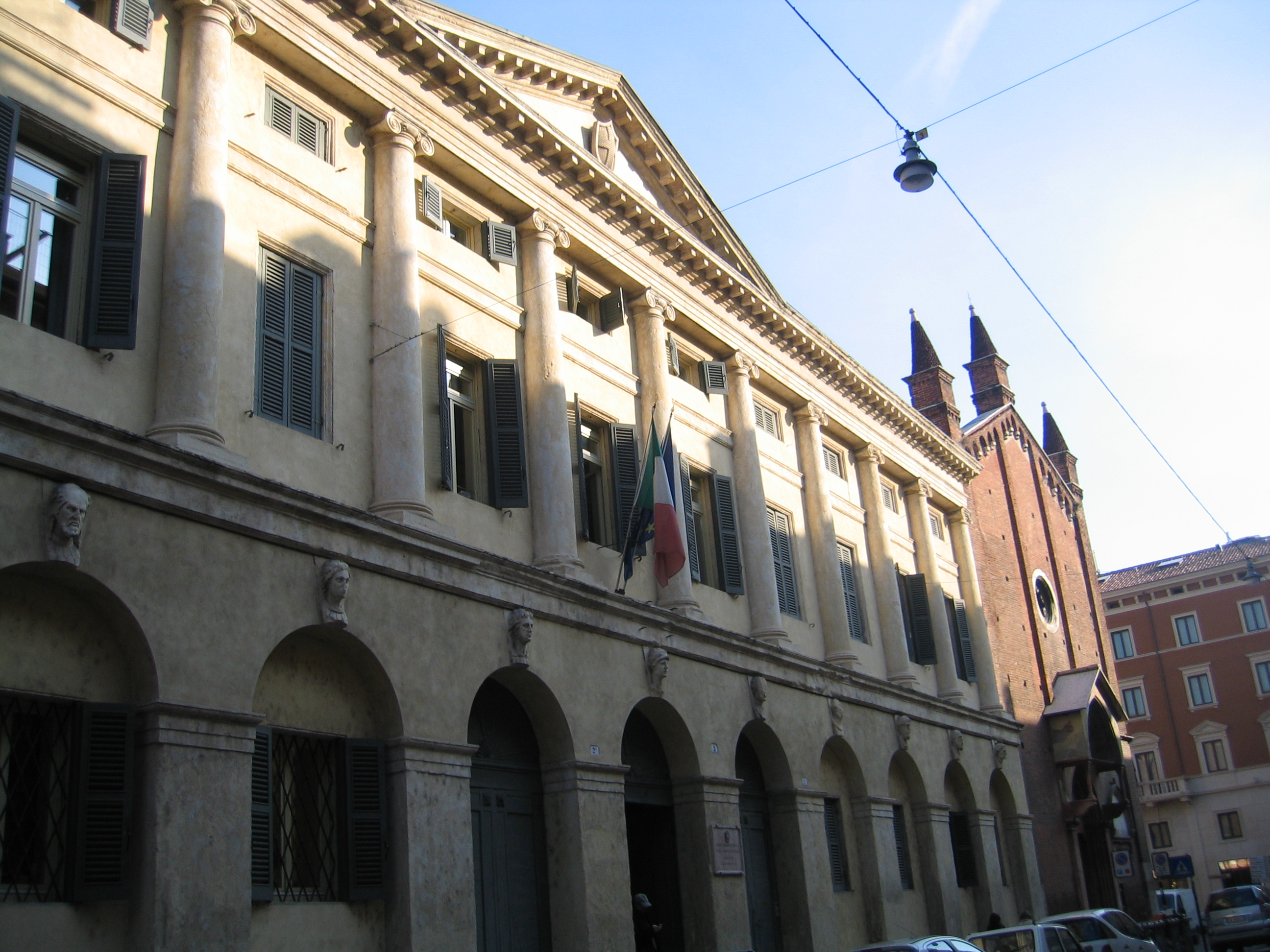
Conservatorio Evaristo Felice Dall’Abaco in Verona

- op. 4: 12 Violinsonaten: Sonate da camera a violino e violoncello… opera quarta;  erschienen 1712 bei Estienne Roger in Amsterdam; Kurfürst und Erzbischof Joseph Clemens von Köln gewidmet[6]; 8 Sonaten wurden im 18. Jahrhundert von Chédeville für andere Besetzung transkribiert[7]
- op. 5: 6 Concerti grossi:  Concerti a più istrumenti… opera quinta. Libro primo; erschienen bei Jeanne Roger in Amsterdam; 1717; Ferdinand Maria von Bayern gewidmet; nachgedruckt bei Michel-Charles Le Cène in Amsterdam; 1730[8];   teils der französischen Suite angenähert
- op. 6: 12  Concerti grossi: Concerti a più istrumenti… opera sesta; bei Michel-Charles Le Cène in Amsterdam; 1735[9], Kurfürst Erzbischof Clemens August von Bayern gewidmet; teils der italienischen Opernsinfonia angenähert

In seinen Frühwerken übernimmt er den Stil Corellis, später benutzt er aus Frankreich übernommene galante Elemente.
Über Dall’Abacos Instrumentalmusik urteilte Reclams Konzertführer: „… in seinen Konzerten […] verband [er] auf glückliche Weise kontrapunktische Strenge mit italienischem musikalischen Charme.“ Dennoch ist sein Name heute fast nur Kennern der Alten Musik bekannt.
Der Musikwissenschaftler Francesco Passadore veröffentlichte 2004 einen thematischen Katalog der Werke Evaristo Felice Dall’Abacos. Die Bezeichnung der Werke wird mit der Abkürzung PasD (beim RISM, bei IMSLP  nur P) und der im Katalog zugewiesenen Zahl ergänzt.
- PasD 1: Zwölf Violinsonaten op. 1 RISM ID: 1001138812 PasD 1.1 bis 1.12
- PasD 4: Zwölf Violinsonaten op. 4
- PasD 7: Suonate à Violino, e Violoncello solo del Sig|r. Abbaco di Verona RISM ID: 600236230 PasD 7.1 bis 7.10
- PasD 8: Suonata à Solo RISM ID: 600236497
- PasD 10: Concertino (Sonata) primo RISM ID: 454016079
- PasD 11: Concerto (Sonata) secondo  Paolo Tommaso Alberghi als Komponist ermittelt. RISM ID: 454016080
- PasD 13: Concertino (Sonata) a IV RISM ID: 454016082
- PasD 14: Sinfonia a 4 RISM ID: 840002478
- Pasd 15: Symphonia à 4 vocibus RISM ID: 400014440
- PasD 16: Divertimento in B RISM ID: 190010296
- PasD 17: O che liquor in C-Dur Canon Stupendo à 6 Voci RISM ID: 850014980

## Spuren und Denkmäler
Sein Grab befand sich in München auf dem Friedhof der Salvatorkirche und wurde 1788 mit diesem aufgelassen. An der Nordseite der Kirche erinnert eine alte Bronzetafel an verschiedene Prominente, denen es ebenso erging. Der auf Dall’Abaco bezogene Text lautet: Evarist Dall’Abaco, Hofkonzertmeister und Tondichter, † 1742.
Seit 1934 gibt es in München eine Abacostraße; seit 1988 trägt das Sinfonieorchester der Ludwig-Maximilians-Universität seinen Namen. In Verona ist das Konservatorium nach ihm benannt.

## Diskografie
- Evaristo Felice Dall’Abaco: op. 2 Nr. 8; Op. 2 Nr. 9; Ltg. Günter Wich; 8. Juli 1977; op. 2 Nr. 5; Ltg. Wilfried Boettcher; 21. Februar 1975;  op. 2 Nr. 6; op. 2 Nr. 10; Ltg. Hanns-Martin Schneidt; 27. April 1969;  op. 6 Nr. 3; Ltg. Günter Wich; 2. April 1975; op. 6 Nr. 2; Ltg. Wilfried Boettcher; 17. April 1972 op. 6 Nr. 6; Ltg.György Fischer; Capella Coloniensis; Aufnahmen des WDR; Phoenix Edition 190[17]
- Evaristo Felice Dall’Abaco: Concerto a più Istrumenti Op. 5 Nr. 3; in: Musik am Hofe des Kurfürsten Max Emanuel von Bayern;  Münchner Kammerorchester; Ltg. Hans Stadlmair; Musica Bavarica MB 904; 1976
- Concerto op. 6 Nr. 2. In: Italienische Barockkonzerte; Rainer Kussmaul, Violine; Kölner Kammerorchester; Ltg.: Helmut Müller-Brühl; Schwann CD 316 010 F1; 1988
- Evaristo Felice Dall’Abaco: Concerti a quattro da chiesa op. 2 Nr. 1, 4, 5, 7; op. 5 Nr. 3, 5, 6; op. 6 Nr. 5, 11;  Concerto Köln; Teldec; 3984-22166-2; 1998
- op. 5 Nr. 5; Oboenkonzert. In: 10 Jahre E.T.A. Hoffmann Orchester Berlin; E.T.A. Hoffmann Kammerorchester Berlin; Profile CD 0018

### Einspielungen
- Evaristo Felice Dall’Abaco bei Discogs
- Op.3 Nr2; Jean Fournier; Jean Pasquier; Violinen; Etienne Pasquier (Violoncello); Ruggero Gerlin (Cembalo); Ltg. Curt Sachs; The Grammophone Shop;

### Noten
- Noten und Audiodateien von Evaristo Felice Dall’Abaco im International Music Score Library Project

#### Digitale Sammlung der Bayerischen Staatsbibliothek
- op.1 Nr. 1, 2, 3, 4,5,6,7, 8, 9, 10, 11; 12 op.2 Nr. 4,5,8,9; op.3 Nr. 1, 2,3,6, 8, 10, 11, 12; op.4 Nr. 1, 2, 3,4,5,6, 7, 8, 9, 10, 11, 12

#### Gallica
- Op. 3 Nr. 1–12 Sonate da chiesa e da camera a tre, cioè due violini, violoncello e basso continuo… Opera terza. Libro primo; E. Roger & M. Ch. Le Cène; Amsterdam; 1712
- op. 4 [12 Sonate da camera a violino e violoncello… Opera quarta;] E. Roger & M. Ch. Le Cène Amsterdam; 1716
- Op.4 Abaco opera quarta mis pour la musette, vielle, flute traversière et haubois avec la basse continue par M. Chedeville le cadet…. Gravé par Mlle Vendôme; Chédeville; Mme Boivin; Paris; Le Clerc; 1750
- op.5 Nr. 1–6; Concerti [6] a piu istrumenti… Opera quinta. Libro primo; M. Ch. Le Cène; Amsterdam; 1730

#### Universität der Künste Berlin
- op.1 Nr. 2, 4, 5, 6, 7, 9; Kolneder; 1956